# Kuo Jü-šan
Kuo Jü-šan (* 1977) je čínský intelektuál a aktivista v oblasti lidských práv. Byl spoluzakladatelem nevládní organizace Transition Institute, která se zabývala společenskou a ekonomickou situací v Číně. V roce 2013 jí však čínská vláda zakázala činnost kvůli špatné registraci.
Počátkem října 2014 byl Kuo Jü-šan zadržen na základě obvinění z podněcování nepokojů.
Kuo Jü-šan je přítelem slepého čínského aktivisty Čchen Kuang-čchenga, který v roce 2012 uprchl z domácího vězení ve východočínské provincii Šan-tung. Kuo tehdy napomohl slepému disidentovi v cestě do Pekingu.